# الخشاشنة (سيدي بومهدي)
الخشاشنة هي إحدى مشيخات المملكة المغربية، تتبع جغرافيا لإقليم سطات وإداريًا لسيدي بومهدي. يقدر عدد سكانها بـ 4832 نسمة حسب الإحصاء الرسمي للسكان والسكنى لسنة 2004.